# Eden Sharav
Eden Sharav (* 30. April 1992 in Mishmar Ayalon, Israel) ist ein schottisch-israelischer Snookerspieler. Von 2015 bis 2021 spielte er sechs Jahre lang als Profi.

## Karriere
Eden Sharavs Mutter ist Schottin, sein Vater stammt aus Israel, wo er auch geboren wurde. Er war drei Jahre alt, als die Familie nach Großbritannien umsiedelte. Aufgewachsen ist er in Alloa in den schottischen Central Lowlands. Mit 12 begann er mit dem Snookerspielen und zeigte schon als Jugendlicher gute Leistungen. In der Saison 2009/10 belegte er Platz 4 in der Rangliste der schottischen Main Tour. Im U-19-Bereich gehörte er zu den besten Nachwuchsspielern in Schottland. Ab 2011 machte er dann auch über seine Heimat hinaus auf sich aufmerksam. Er gewann das Pontin’s-Star-of-the-Future-Nachwuchsturnier in der U-20-Klasse gegen Ross Muir. Bei der U-21-Europameisterschaft erreichte er das Viertelfinale. Anschließend nahm er auch an sechs Turnieren der Players Tour Championship 2011/12 teil und erreichte gleich beim ersten Turnier in Sheffield mit Siegen über Liang Wenbo, Adam Duffy und Gary Wilson das Achtelfinale. Das nächste Jahr brachte ihn allerdings nicht voran, bei der U-21-EM war erneut im Viertelfinale Schluss und bei den PTC-Turnieren erreichte er zwar viermal das Hauptturnier, schied dann aber jedes Mal in Runde 1 aus.
Nach einem Jahr, in dem er fast komplett aussetzte, unternahm Sharav einen neuen Anlauf auf eine Profikarriere. Der Schotte, der inzwischen an der South West Snooker Academy in Gloucester trainierte, nahm an den beiden Turnieren der Q School teil, bei denen man sich für die Snooker Main Tour qualifizieren konnte. Doch beide Male hatte er Pech, er erreichte jeweils nach fünf Siegen das Entscheidungsspiel, verlor dann aber gegen Tian Pengfei bzw. Michael Leslie. Immerhin durfte er danach in der Main-Tour-Saison 2014/15 als Amateur an den Qualifikationsrunden für die Hauptturniere teilnehmen. Bei der International Championship nutzte er seine Chance und zog nach einem Sieg über Gerard Greene erstmals in die Hauptrunde eines Profiturniers ein. Es blieb aber der größte Erfolg in dieser Spielzeit.
Nach Saisonende trat er erneut in der Q School an und erreichte im ersten Turnier erneut das Entscheidungsspiel. Diesmal besiegte er seinen Gegner Adam Duffy und erhielt damit die volle Startberechtigung für die Maintour der folgenden beiden Spielzeiten. In seiner ersten Saison 2015/16 gelangen ihm in der Frühphase Auftaktsiege bei den Australian Open und dem Shanghai Masters. Darüber hinaus war er nur in der Players Tour Championship erfolgreich, wo ihm unter anderem Siege über Jimmy Robertson in Riga und über Luca Brecel in Sofia gelangen. Sonst gab es aber vor allem Auftaktniederlagen und er konnte sich nicht in den Top 100 der Weltrangliste etablieren. Im Jahr darauf qualifizierte er sich mit einem Sieg über Sean O’Sullivan bei den Indian Open erstmals als Profi für die Hauptrunde. In Hyderabad verlor er nur knapp mit 3:4 gegen Anthony Hamilton. Bei der International Championship löste er mit einem Sieg über Nigel Bond zum zweiten Mal das Ticket nach Asien, wo aber John Higgins ein zu schwerer Auftaktgegner war. Bei den Home-Nations-Turnieren Northern Ireland Open und Welsh Open wurde ihm beide Male Oliver Lines als Erstrundengegner zugelost, den er beide Male mit 4:1 besiegen konnte. Auch beim Sonderformat des Shoot-Out schnitt er mit Siegen über Gareth Allen und dem Top-8-Spieler Barry Hawkins gut ab. Seinen größten Erfolg hatte er aber bei den China Open, wo er sich gegen Jamie Jones in der Qualifikation durchsetzte und in Runde 1 seinen Landsmann Ross Muir mit 5:0 besiegte. Mit einem 10:5-Sieg über Jamie Cope bei der abschließenden Weltmeisterschaft besserte er seine Saisonbilanz weiter auf. Zwar stand er damit nach zwei Jahren nur auf Platz 83 der Weltrangliste und verpasste die direkte Bestätigung seiner Tourzugehörigkeit, aber als Siebtplatzierter in der Einjahreswertung bekam er für die folgenden beiden Jahre eine erneute Startberechtigung.
Die Saison 2017/18 begann Sharav mit einem Auftaktsieg beim Riga Masters. Anschließend durfte er am World Cup teilnehmen: Zusammen mit dem Amateurspieler Shachar Ruberg bildete er das israelische Team, das sich mit Siegen über Zypern und Indien achtbar schlug. Obwohl bis dahin für Schottland antretend, entschied er sich einige Monate später, im professionellen Snooker fortan für Israel antreten zu wollen. Im Einzel folgten bei den anderen Profiturnieren anschließend drei Auftaktniederlagen, bevor er sich bei den World Open und dem European Masters erneut für das Hauptturnier qualifizierte. Im weiteren Saisonverlauf gelang ihm das noch bei der International Championship und bei den Scottish Open, ansonsten verlor er sämtliche Auftaktspiele. Am Saisonende wurde er nur auf Rang 110 geführt. Deutlich besser verlief die folgende Spielzeit, in der Sharav mehrfach in Turnieren mehr als ein Spiel gewinnen konnte. Während er bei der prestigeträchtigen Snookerweltmeisterschaft nur knapp den Einzug in die Hauptrunde verpasste, erreichte er unter anderem das Achtelfinale der English Open sowie das Halbfinale der Northern Ireland Open, das beste Ergebnis seiner Profikarriere. Am Saisonende schlitterte er mit Rang 67 nur knapp an den Top 64, die ihm die weitere Tourzugehörigkeit gesichert hatten, vorbei. Erneut rettete ihn aber die Einjahreswertung.
Die Saison 2019/20 war erneut von Auftaktniederlagen geprägt. Zunächst aber nahm er zusammen mit Shachar Ruberg wieder am World Cup für Israel teil, wo ihr Team diesmal nur knapp einen Einzug in die Finalrunde verpasste. Danach gewann er aber nur bei drei Turnieren sein Auftaktspiel: Während er beim European Masters in der Runde der letzten 64 und bei der UK Championship in der Runde der letzten 32 ausschied, zog er bei der Snookerweltmeisterschaft erneut in die finale Qualifikationsrunde (der letzten 48) ein, musste sich aber dort wieder geschlagen geben. Am Saisonende belegte er Platz 88 der Weltrangliste, den besten Zwischenstand seiner bis dahin drei Zwei-Jahres-Spielberechtigungen. Auch in der Saison 2020/21 waren es wieder nur drei Turniere, in denen Sharav eine Runde überstand. Diesmal musste er sich beim Snooker Shoot-Out in der Runde der letzten 64 und bei der Weltmeisterschaft in der drittletzten Qualifikationsrunde (der letzten 80) geschlagen geben. Nur bei den Scottish Open reichte es fürs Achtelfinale. Zwar gewann er auch bei zwei Gruppenturnieren Spiele, überstand aber in keinem der beiden Events die erste Gruppenphase. Am Saisonende belegte Sharav Platz 74, womit er erneut die sicheren Top 64 nicht erreichte. Diesmal verpasste er auch die Top 8 der Einjahreswertung und auch seine Bemühungen bei der Q School schlugen fehl, sodass Sharav anschließend zum ersten Mal seit 2015 für mindestens eine Saison wieder zum Amateur degradiert wurde. Wenig später probierte er bei der English Amateur Championship sein Glück, schied aber früh aus. Obwohl es sich dabei um die englische Meisterschaft handelt, konnte Sharav trotzdem teilnehmen, da er zuvor ins englische Darlington gezogen war.

## Erfolge
| Ausgang         | Jahr | Turnier                    | Finalgegner    | Ergebnis |
| --------------- | ---- | -------------------------- | -------------- | -------- |
| Amateurturniere |      |                            |                |          |
| Sieger          | 2011 | Pontins Star of the Future | Ross Muir      | 4:0      |
| Zweiter         | 2014 | Q School – Event 1         | Tian Pengfei   | 0:4      |
| Zweiter         | 2014 | Q School – Event 2         | Michael Leslie | 3:4      |
| Sieger          | 2015 | Q School – Event 1         | Adam Duffy     | 4:3      |